# Peperomia imbracteata
Peperomia imbracteata är en pepparväxtart som beskrevs av Truman George Yuncker. Peperomia imbracteata ingår i släktet peperomior, och familjen pepparväxter. Inga underarter finns listade i Catalogue of Life.